# Minas Gerais Futebol Clube
O Minas Geraes Foot-Ball Club foi um clube brasileiro de futebol da cidade de São Paulo.
Fundado em 21 de abril de 1910 apesar de aparecer em alguns lugares como sendo 3 de maio de 1910, suas cores eram o vermelha e o branco e utilizava camisas com listras brancas e vermelhas, calção e meias brancas.

## História
Equipe tradicional do bairro do Braz, seu nome é uma homenagem ao Encouraçado Minas Geraes, orgulho da marinha nacional à época. Disputou doze vezes o Campeonato Paulista, mas alterou algumas vezes sua denominação.
Em 1924, trocou o nome para Braz Athletic Club (auto do Braz) e em 1925 para Auto Sport Club. Em 1927, fundiu-se ao Clube Athletico Audax gerando o Sport Club Americano, que ficou mais conhecido como Auto-Audax.

## Títulos

### Estaduais
- Campeonato Paulista - Série A2 = 1917